# Rajalakshmi Engineering College
Rajalakshmi Engineering College (REC) ist eine Technische Hochschule in Thandalam, in der Nähe von Chennai, Tamil Nadu, Indien.
Das College wurde 1997 von der Rajalakshmi Educational Trust gegründet  und wurde vom All India Rat der Technical Education (AICTE) in Neu-Delhi genehmigt. Es ist eine Tochtergesellschaft der Anna University in Südindien. 2000 erhielt es ein Zertifikat für die akademische Norm durch den TÜV Süddeutschland (ISO 9001). Das College befindet sich in der Nähe von Hyundai Motors und SIPCOT entfernt.

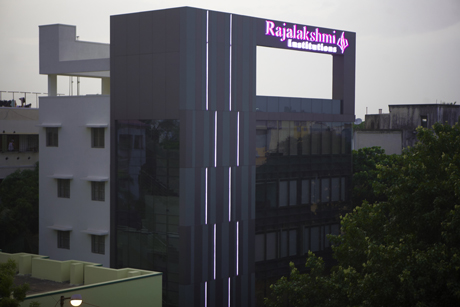
Hauptamt

## Geschichte

### Die ersten Jahre
Im Jahr 1997 wurde der Hochschule die Erlaubnis gewährt, ingenieurwissenschaftliche Studiengänge in den Fachrichtungen Maschinenbau, Elektronik und Informationstechnik anzubieten. Das College-Stadtbüro in der New Avadi Road, Kilpauk (in der Nähe Purasawalkam) in Chennai wurde 1997 eröffnet.

### Expansion
1999 begann das College mit 11 Undergraduate- und Postgraduate-Grundprogrammen in der Elektro- und Elektronik-Informationstechnik im Jahr 1999, gefolgt von Automobiltechnik im Jahr 2006.   Luft- und Raumfahrttechnik kamen im Jahr 2005 hinzu, ebenso wie biomedizinische Technik und Biotechnologie. Bachelor- und Master Programme, eine Bauabteilung (Architektur) folgten.

## Academics

### Under-Graduate-Programme
BE (Bachelor of Engineering) Programme / B-Tech-Programme
- Luftfahrttechnik
- School of Architecture
- Automobile Engineering
- Biomedizinische Technik
- Biotechnology Engineering
- Bauingenieurwesen
- Computer Science and Engineering
- Elektronik und Nachrichtentechnik
- Elektrotechnik und Elektronik
- Information Technology
- Maschinenbau

### Post-Graduate-Programme
ME (Master of Engineering) Programme / M-Tech-Programme
- Humanities and Sciences
- Bio-Technologie
- Kommunikations-Systeme
- Computer Aided Design / CAD / CAM
- Informatik und Ingenieurwissenschaften
- Engineering Design
- Medical Electronics
- Leistungselektronik und Antriebe
- Software-Engineering

School of Master of Computer Applications
- Master of Computer Applications

School of Management Studies
- Betriebswirtschaft